# Tübbing

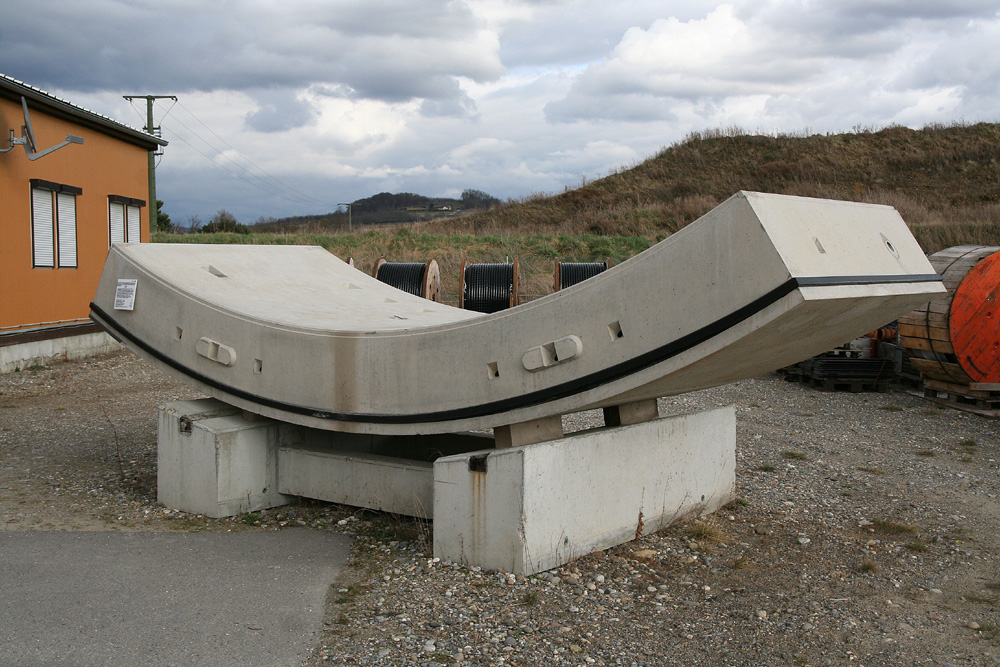
Ein Tübbing, wie er im Katzenbergtunnel verwendet wird

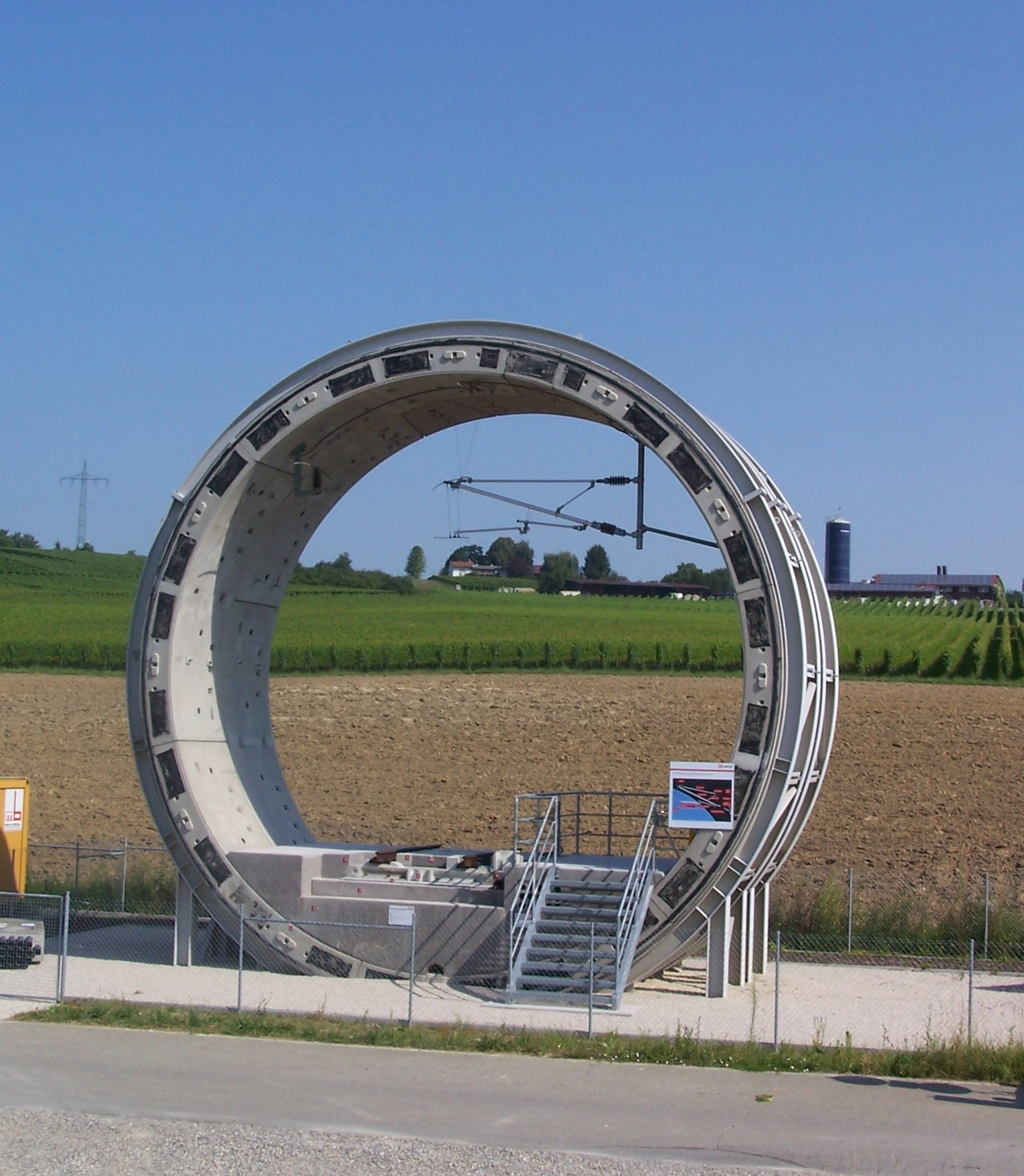
Zwei Tübbingringe mit bahntechnischer Ausrüstung als Ausstellungsstück am Katzenbergtunnel

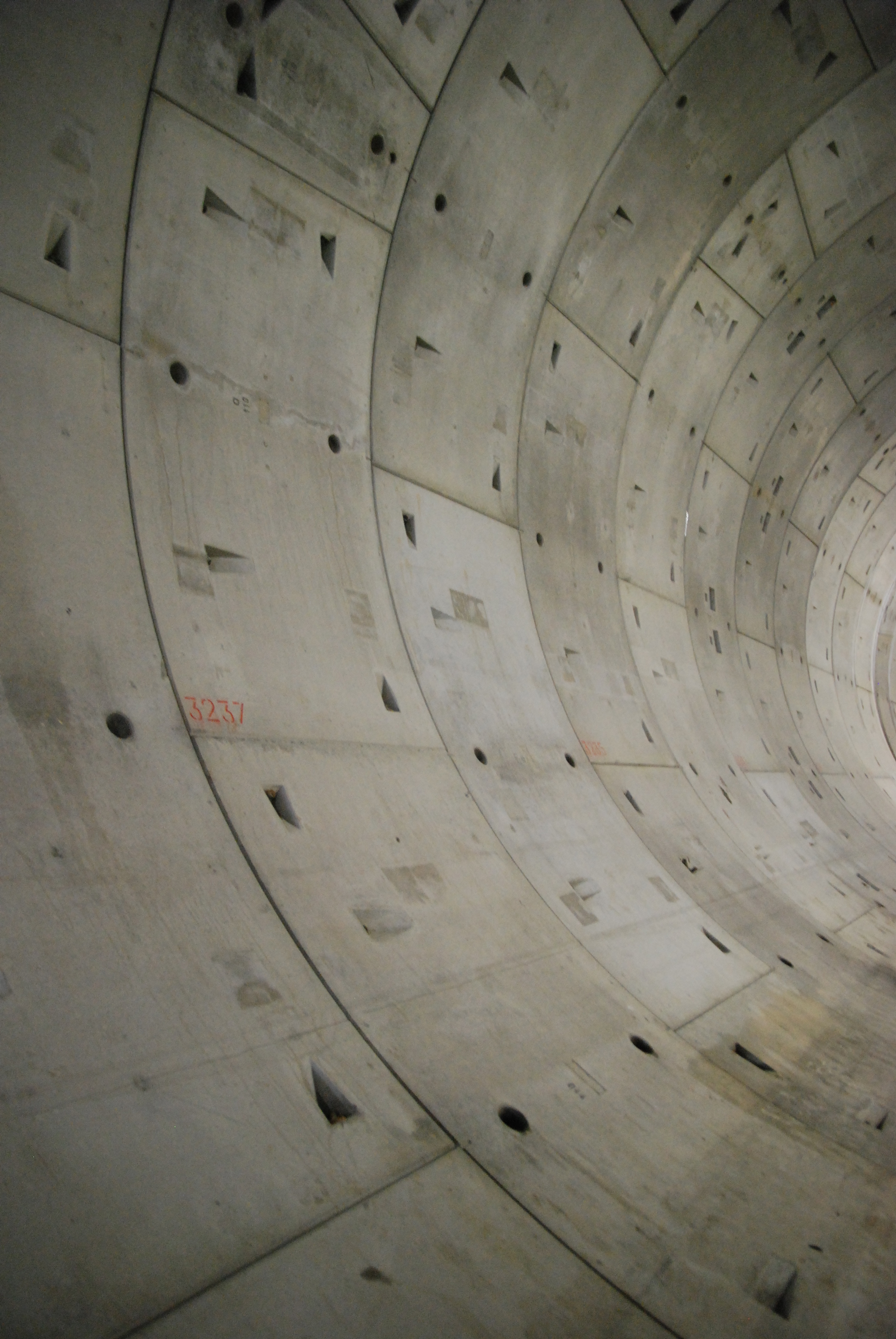
Eingebaute Tübbings, City-Tunnel Leipzig

Als Tübbing (Plural: Tübbings oder Tübbinge) wird ein Bauteil der Außenschale eines Schachtes oder Tunnels bezeichnet. 

## Tunnelbau
Während früher auch andere Materialien verwendet wurden (z. B. Greenwich-Fußgängertunnel), ist ein moderner Tübbing ein vorgefertigtes Betonsegment für Versteifungen im Tunnelbau. In der gebräuchlichsten Form bilden sieben Segmente einen vollständigen Ring. Der Tunnel setzt sich dann aus einer Vielzahl von Ringen zusammen. An einen Tübbing werden sehr hohe Anforderungen bezüglich der Passgenauigkeit gestellt. Die Fehlertoleranz liegt im Normalfall im Bereich von einem bis zu wenigen Millimetern. Der Guss erfolgt deshalb zumeist in Metallschalungen. Tübbings werden je nach geologischen Erfordernissen mit oder ohne Dichtungsbänder gefertigt.
Die Tübbings werden im modernen Tunnelbau von der Vortriebsmaschine verlegt, die sich auch in axialer Richtung zum Erreichen des Vortriebs an den Rändern der bereits verlegten Tübbings abstützt. 
Im Tunnelbau der Alpenländer begann sich die Versteifung mit Tübbings vor etwa 100 Jahren durchzusetzen, als  infolge des zunehmenden Verkehrs Tunnel unter immer schwierigeren geologischen Verhältnissen gebaut wurden. In den letzten Jahrzehnten ist ihre Verwendung infolge der Verbreitung der Neuen Österreichischen Tunnelbauweise etwas zurückgegangen.
Um Richtungswechsel zu ermöglichen, werden die Betonsegmente leicht angeschrägt konzipiert und hergestellt, sodass sie an einer Seite einige Zentimeter breiter sind. Beim Einbau auf geraden Strecken werden die Tübbings abwechselnd um je 180° versetzt eingebaut, für Kurven wird dieser Versatz unterbrochen. Dadurch können Tübbingringe gleichmäßig in Serie hergestellt werden. 
In Vorbereitung auf den Einbau von Querschlägen werden spezielle Stahltübbings an der entsprechenden Position platziert, welche später einfach demontiert werden können.

## Bergbau
Seit Mitte des 19. Jahrhunderts wurden gusseiserne, später auch gewalzte Tübbings zum wasserdichten Ausbau von Schächten verwendet. Der Tübbingausbau war zumindest damals die teuerste Form des Schachtausbaues. Das Verfahren stammte aus England und wurde im Ruhrbergbau durch William Thomas Mulvany eingeführt, der schließlich das System zum Deutschen Tübbing weiterentwickelte.

## Fugendichtung
Zur Abdichtung von Tübbingfugen verwendet man Dichtungsbänder (beispielsweise aus Neopren) oder Pikotagen; bei gusseisernen Tübbings kamen Bleiblechstreifen zum Einsatz.